# هوندا رافاگا
هوندا رافاگا (به انگلیسی: Honda Rafaga) خودرویی است که در سال‌های ۱۹۹۳ تا ۱۹۹۷تولید شده‌است. 
طراحی آن موتور وسط-محور جلو بوده طول آن در حالت طبیعی ۴٬۵۵۵ میلیمتر (۱۷۹٫۳ اینچ)، عرض آن در حالت طبیعی ۱٬۶۹۵ میلیمتر (۶۶٫۷ اینچ)، ارتفاع آن در حالت طبیعی ۱٬۴۲۵ میلیمتر (۵۶٫۱ اینچ) و  وزن آن در حالت طبیعی ۱٬۳۸۰ کیلوگرم (۳٬۰۴۰ پوند)  است. سیستم جعبه‌دندهٔ آن به دو صورت خودکار و دستی است.